# Джаду
Джаду (араб. جادو‎, Djādū [dʒadu], итал. Giado или Gado, нафуси Fsatou, Fessatou, Fessato) — город в западной Ливии, в районе Эль-Джебель-эль-Гарби и в горах Нафуса.

## История
В древние времена в Джаду и в горах Нефуса проживала большая колония евреев. Под влиянием берберов, живших по соседству, приняла иудаизм. Евреи из Джаду были купцами, и в фольклоре некоторых племен побережья сохранились упоминания о связях между отдельными племенами, живущими сейчас в Феццане, и евреями из Джаду.
Во время Второй мировой войны в Джаду находился итальянский концлагерь. В 1942 году около 2600 евреев и других людей, которых считали «нежелательными», собрали со всей Ливии и отправили в лагерь Джаду. 564 человека умерли от тифа и других болезней. Лагерь был освобожден британской армией в январе 1943 года.
В апреле 2020 года в ходе гражданской войны был подвергнут бомбардировке силами генерала Хафтара.